# José Ernanne Pinheiro
Padre José Ernanne Pinheiro (Jaguaretama, 11 de agosto de 1938) é um sacerdote católico brasileiro, autor de diversos livros e membro da Comissão de Direitos Humanos da Presidência da República.

## Biografia
Curso Filosofia no Seminário da Prainha, em Fortaleza e Teologia em Roma, na Universidade Gregoriana, esta última concluída em 1964. Efetuou outros estudos em Paris e Quito, e pós-graduado em Teologia pela Faculdade Nossa Senhora da Assunção, em 1980.
Na Confederação Nacional dos Bispos do Brasil exerceu diversas funções, desde assessor do setor de leigos, assessor político e membro da Comissão Brasileira de Justiça e Paz.